# Mark Rudan
Mark Rudan (Sydney, 27 agosto 1975) è un allenatore di calcio ed ex calciatore australiano, di ruolo difensore, tecnico del Western Sydney.

## Carriera

### Allenatore
Conclusa l'esperienza nei Nix, nel maggio 2019 prese le redini del Western Utd.

## Palmarès

### Giocatore

#### Competizioni nazionali
- Campionato australiano: 1

Sydney FC: 2005-2006
- Coppa del Liechtenstein: 1

Vaduz: 2008-2009

#### Competizioni internazionali
- OFC Champions League: 1

Sydney FC: 2005